# Harvest Moon: Friends of Mineral Town
Harvest Moon: Friends of Mineral Town (Bokujou Monogatari: Mineral Town no Nakama Tachi en Japón) es un videojuego para Game Boy Advance, desarrollado por Marvelous Interactive Inc. y publicado en América por Natsume. Fue lanzado en noviembre de 2003.
El juego sigue la misma línea que el resto de la serie Harvest Moon, en la que el jugador asume el papel de un granjero cuyo único objetivo es alcanzar los mayores beneficios posibles trabajando. Esto incluye la producción de cultivos, la cría de animales, la pesca y la minería. El jugador también puede casarse con una de las cinco chicas del pueblo y también con la Harvest Goodes o Diosa de la Cosecha, un espíritu que vive en un pozo cercano a Mineral Town y formar una familia. El espacio en el que se desarrolla la historia (Mineral Town) es el mismo que el del videojuego Harvest Moon: Back to Nature.

## Historia
El protagonista del juego (llamado Pete, por defecto) es un niño que vive en la ciudad. Sus padres piensan que es bueno para él que conozca diferentes lugares y por ello deciden llevarlo de viaje. Durante la travesía, Pete se pierde, y con el afán de encontrar a sus padres, llega a dar con la granja de un anciano bondadoso, localizada en el poblado de Mineral Town. El anciano ayuda a Pete a encontrar a sus padres y les ofrece cuidar al niño por unos días, ya que no tenía hijos. Los padres de Pete aceptan y el joven se queda en la granja por unos días.
Después de dejar al anciano, Pete mantiene una correspondencia con él. No obstante, pasado un tiempo, el granjero ya no envía más cartas. Pete, ya mayor, decide visitar a su viejo amigo, preocupado por su estado. Viaja a Mineral Town y se da con la sorpresa de que la granja del anciano está abandonada. El protagonista descubre, entonces, gracias a la información que le brinda Thomas, el alcalde de Mineral, que el viejo está muerto y le ha dejado la granja como herencia. Entonces, Pete, el protagonista, decide llevar a cabo su misión de devolver a la granja su antiguo esplendor.
- Datos: Q1313985